# Trofeo de Campeones de la Liga Profesional 2021
Il Trofeo de Campeones de la Liga Profesional 2021, noto per motivi di sponsorizzazione come Trofeo de Campeones Socios.com 2021 è stata la prima edizione di questa coppa argentina.
Si è tenuta in gara unica allo Stadio Unico Madre de Ciudades di Santiago del Estero il 18 dicembre 2021 e ha visto contrapposti i campioni argentini del River Plate contro i vincitori della Copa de la Liga Profesional del Colón (SF).
La finale è stata vinta dal River per 4-0, che ha conquistato il titolo per la prima volta nella sua storia.

## Squadre partecipanti
| Squadre     | Qualificazione                                   | Partecipazioni precedenti (il grassetto indica la vittoria) |
| ----------- | ------------------------------------------------ | ----------------------------------------------------------- |
| River Plate | Vincitore della Liga Profesional 2021            | esordiente                                                  |
| Colón (SF)  | Vincitore della Copa de la Liga Profesional 2021 | esordiente                                                  |

## Tabellino
| Arbitro: | Patricio Loustau |

|                                               |           |  |
| Álvarez 40’, 57’ Rollheiser 83’ Carrascal 89’ | Marcatori |  |

| River Plate | Colón |

|                  |    |                     |     |     |
|                  |    |                     |     |     |
| P                | 1  | Franco Armani       |     |     |
| D                | 2  | Robert Rojas        |     |     |
| D                | 17 | Paulo Díaz          |     |     |
| D                | 6  | David Martínez      | 6’  |     |
| D                | 20 | Milton Casco        |     |     |
| C                | 13 | Enzo Fernández      |     | 76’ |
| C                | 5  | Bruno Zuculini      | 20’ |     |
| C                | 31 | Santiago Simón      |     | 76’ |
| C                | 8  | Agustín Palavecino  |     | 62’ |
| C                | 26 | José Paradela       |     | 76’ |
| A                | 9  | Julián Álvarez      |     |     |
| A disposizione:  |    |                     |     |     |
| P                | 14 | Germán Lux          |     |     |
| P                | 25 | Enrique Bologna     |     |     |
| D                | 4  | Jonathan Maidana    |     |     |
| D                | 16 | Alex Vigo           |     |     |
| D                | 22 | Javier Pinola       |     |     |
| C                | 10 | Jorge Carrascal     |     | 62’ |
| C                | 23 | Leonardo Ponzio     |     | 76’ |
| C                | 33 | Tomás Galván        |     | 76’ |
| A                | 15 | Federico Girotti    |     |     |
| A                | 27 | Agustín Fontana     |     |     |
| A                | 30 | Benjamín Rollheiser |     | 76’ |
| Allenatore:      |    |                     |     |     |
| Marcelo Gallardo |    |                     |     |     |

|                   |    |                    |     |     |
|                   |    |                    |     |     |
| P                 | 1  | Leonardo Burián    |     |     |
| D                 | 21 | Eric Meza          |     | 63’ |
| D                 | 2  | Bruno Bianchi      |     |     |
| D                 | 6  | Paolo Goltz        | 81’ |     |
| D                 | 40 | Rafael Delgado     | 90’ |     |
| C                 | 14 | Federico Lértora   | 36’ |     |
| C                 | 29 | Rodrigo Aliendro   |     |     |
| C                 | 11 | Alexis Castro      | 31’ |     |
| C                 | 16 | Cristian Ferreira  |     | 63’ |
| C                 | 23 | Christian Bernardi |     | 63’ |
| A                 | 35 | Facundo Farías     |     | 81’ |
| A disposizione:   |    |                    |     |     |
| P                 | 17 | Ignacio Chicco     |     |     |
| D                 | 3  | Gonzalo Piovi      |     |     |
| D                 | 4  | Facundo Mura       |     | 63’ |
| D                 | 24 | Nahuel Gallardo    |     |     |
| D                 | 33 | Facundo Garcés     |     |     |
| C                 | 5  | Tomás Moschión     |     |     |
| C                 | 7  | Mauro Formica      |     |     |
| C                 | 8  | Yéiler Góez        |     |     |
| A                 | 9  | Lucas Beltrán      |     | 63’ |
| A                 | 18 | Nicolás Leguizamón |     | 81’ |
| A                 | 19 | Wilson Morelo      |     |     |
| A                 | 30 | Santiago Pierotti  |     | 63’ |
| Allenatore:       |    |                    |     |     |
| Eduardo Domínguez |    |                    |     |     |